# Río Renaico
Río Renaico är ett vattendrag i Chile. Det ligger i den södra delen av landet, 500 km söder om huvudstaden Santiago de Chile.
I omgivningarna runt Río Renaico växer i huvudsak städsegrön lövskog. Runt Río Renaico är det ganska glesbefolkat, med 31 invånare per kvadratkilometer.